# Internationale Universität Rabat
Die Internationale Universität Rabat (arabisch الجامعة الدولية للرباط, DMG al-Ǧāmiʿa ad-dawliyya lir-Ribāṭ, Zentralatlas-Tamazight ⵜⴰⵙⴷⴰⵡⵉⵜ ⵜⴰⴳⵔⴰⵖⵍⴰⵏⵜ ⵏ ⵕⵕⴱⴰⴹ Tasdawit Tagraɣlant n Ṛṛbaḍ, französisch Université Internationale de Rabat, kurz UIR) ist eine marokkanische Spitzenuniversität und Grande école in öffentlich-privater Trägerschaft (PPP). Ihre Gründung erfolgte auf Initiative marokkanischer Akademiker unter Einbeziehung des Marokkanischen Königshauses. Sie steht marokkanischen wie ausländischen Studenten beiderlei Geschlechts offen.

## Geschichte

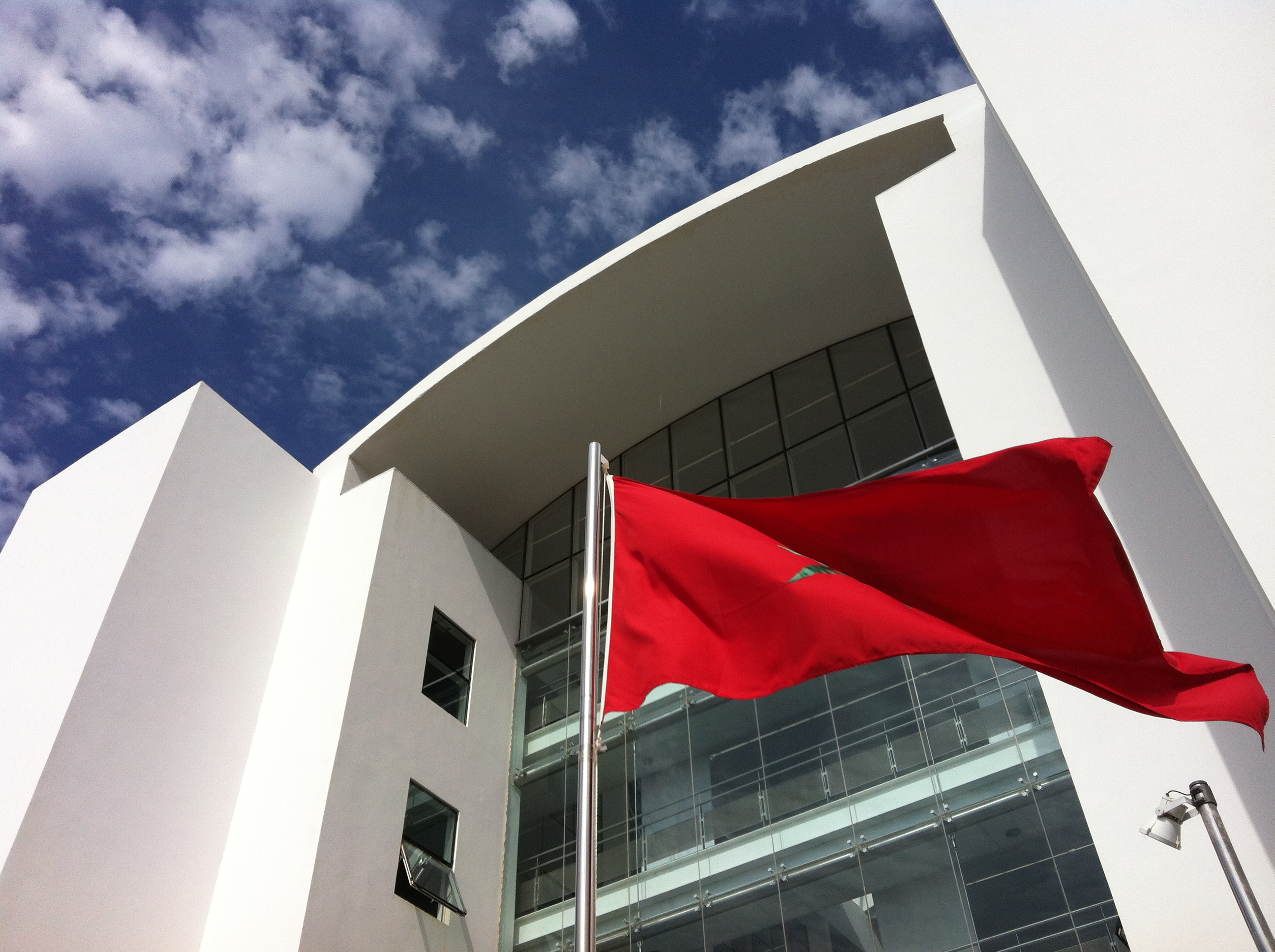
Eingangsbereich der UIR

Die Grundsteinlegung erfolgte im September 2010 durch König Mohammed VI. Der Campus befindet sich auf dem Gelände eines Technologieparks (Technopolis), der nicht auf dem Stadtgebiet von Rabat, sondern von dessen Schwesterstadt Salé liegt. Der 20 Hektar umfassende Campus wurde seitens der Königsfamilie in die PPP eingebracht. Auf dem Grundstück wird seither eine hochmoderne Universitätsstadt errichtet. Die Innenarchitektur erinnert dabei an den Campus Uni Mail der Universität Genf.
Die Universität erhebt vergleichsweise hohe Studiengebühren in Höhe von 68.000 Dirham zzgl. 18.000 Dirham für die Unterkunft auf dem Campus. Im Einklang mit internationalen Standards erhalten 20 % der Studenten die Studiengebühren erlassen.

## Studienprogramme
Die IUR gliedert sich in acht Departements (pôles):
- Elektrotechnik, Logistik, Informatik und Telekommunikation
- Politikwissenschaften und Rechtswissenschaften
- BWL, Management, Finanzwissenschaften und Rechnungswesen
- Aeronautik, Raumfahrt, Automobil, Schiffsbau und Eisenbahnbau
- Erneuerbare Energie und Petrochemie
- Architektur und Design
- Sprachen, Kulturen und Zivilisationen

In Kooperation mit internationalen Partnereinrichtungen wie der ESC Rennes School of Business bietet sie in diesen Studienrichtungen BA- und MA-Studiengänge im Doppeldiplom sowie Vorbereitungskurse (Classes préparatoires) für die Aufnahme ins Programme Grande Ecole an.